# Chehalis (Washington)

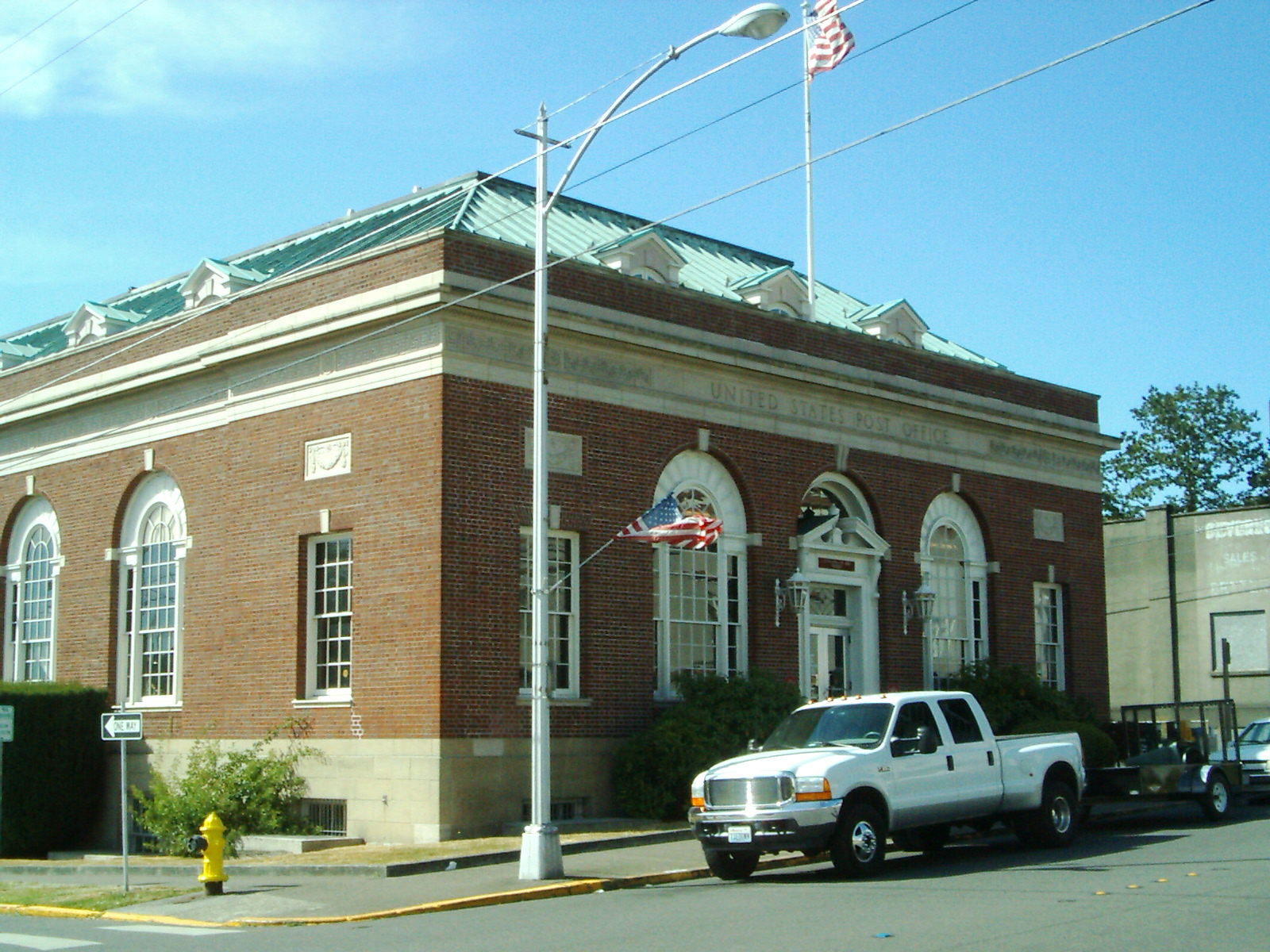
Historisches U.S. Post Office in Chehalis

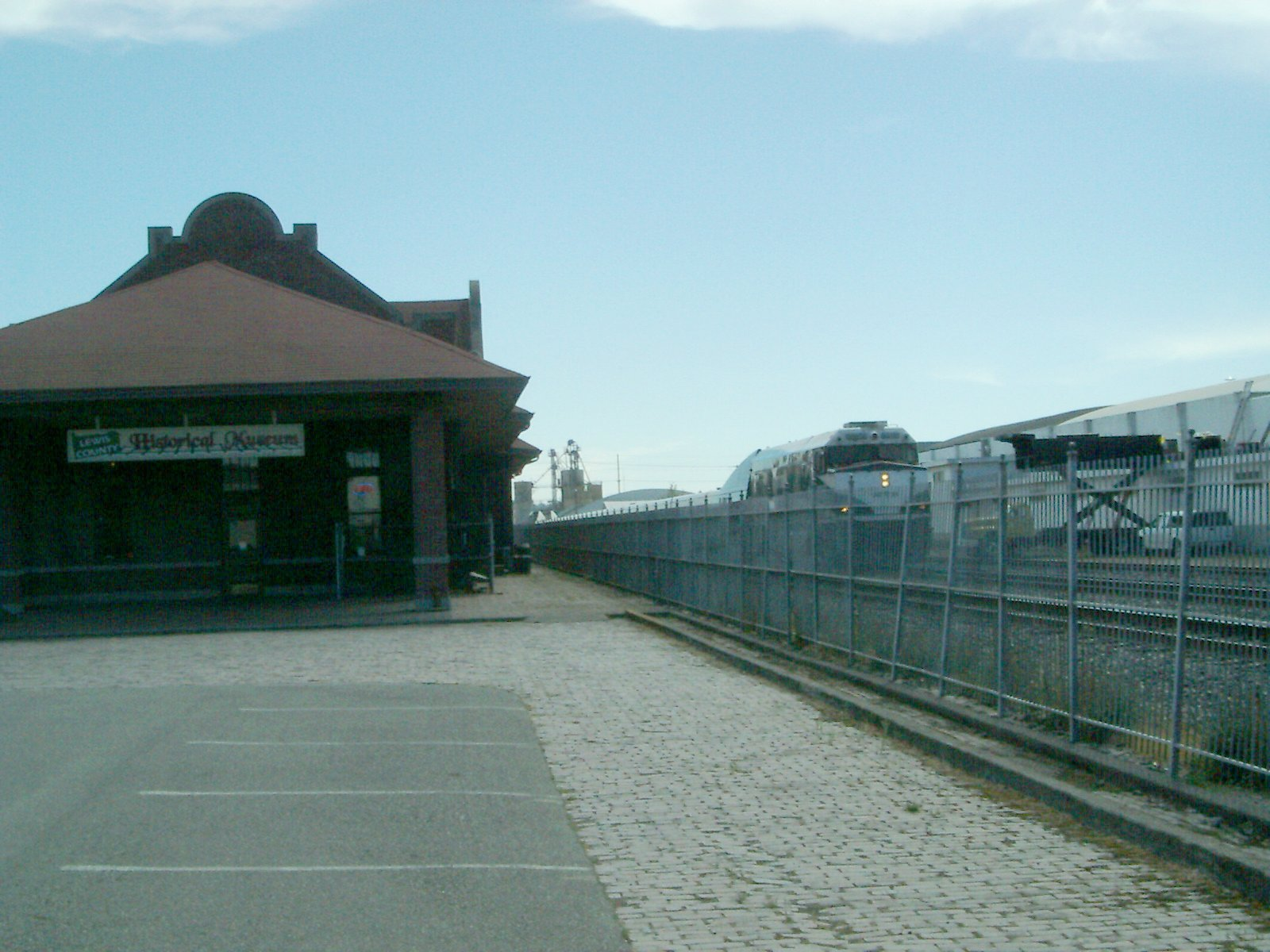
Bahnhof Chehalis an der Northern Pacific Railroad, mit Zug in Richtung Seattle

Chehalis [ʃəˈheɪlɪs] ist eine City im Südwesten des Bundesstaates Washington der Vereinigten Staaten. Es ist County Seat des Lewis County. Der Begriff Chehalis ist ein indianisches Wort und bedeutet „bewegter, schimmernder Sand“.
Gemäß der Bevölkerungsstatistik der Vereinigten Staaten von Amerika lebten 1990 6527 Personen in Chehalis. Die Bevölkerungszahl entwickelte sich über 7057 im Jahr 2000 auf 7.439 (Stand: 2020) Einwohner. Die Stadt erstreckt sich auf einer Landfläche von 14,5 km² (5,6 mi²).

## Geschichte
Die Gründung der Stadt Chehalis geht auf Stuart Schuyler Saunders zurück. Um 1851 erwarb Saunders gemeinsam mit seiner Frau Elizabeth Tynan Saunders Land auf dem Gebiet der heutigen Stadt Chehalis. Der Ort trug zunächst den Namen Saundersville. Saunders ist ebenso die Einrichtung eines Postamtes im Jahre 1859 zu verdanken.
Richter Obadiah McFadden bemühte sich nach dem Tode Saunders’ im Jahre 1861 um die Erneuerung und Erweiterung der Straßen im sogenannten Saunders Grund und zeichnet maßgeblich verantwortlich für die endgültige Namensgebung Chehalis, die im Jahre 1870 erfolgte. Um 1872 wurde Chehalis Sitz der Kreisverwaltung des Lewis County, die zuvor im Ort Claquato, westlich der Stadt, angesiedelt war. Im gleichen Zeitraum entstand die Northern Pacific Railroad, deren heutige Streckenführung durch das Stadtgebiet Chehalis den Überredungskünsten von William West zu verdanken ist. 1874 wurde ein neues Gerichtsgebäude errichtet, gefolgt von einer Schule, die 1876 ihre Pforten an der State Street Ecke Center Street öffnete.
Am 23. November 1883 erhielt Chehalis offiziell das Stadtrecht nach der damals geltenden Kommunalverfassung des Washington-Territoriums, in dem das Lewis County lag. 1890 wurde das Stadtrecht nach dem geltenden Recht des 1889 neu gegründeten Staates Washington verliehen.
Die Witwe von Stuart Schulyer Saunders, die erneut verheiratete Elizabeth Tynan Saunders Barrett prägte die Entwicklung Chehalis ebenso entscheidend mit, was nicht zuletzt auf den großen Landbesitz der Familie zurückzuführen ist. Auf sie gehen das Tynan Opernhaus (Tynan Opera House), die erste katholische Kirche, eine katholische Mädchenschule, die alle 1889 entstanden, und letztlich das als Barrett Block bekannte Geschäftsgebäude, das 1891 fertiggestellt wurde, zurück.
1912 wurde das noch heute bestehende Bahnhofsgebäude von Chehalis an der Northern Pacific Railroad erbaut. Dieses ist im Stil einer klassischen Mission aus Ziegelsteinen gemauert.

## Geographie
Geographische Lage
Chehalis liegt im Chehalis River Valley, einem sumpfigen, oft von Überschwemmungen heimgesuchten Flusstal, das sich in dem leicht hügeligen, jedoch meist flachen Landstrich zwischen dem Pazifischen Ozean im Westen und der Kaskadenkette im Osten befindet. Der Puget Sound bei Olympia ist von Chehalis etwa gleich weit entfernt wie der Columbia River bei Longview. Durchschnittlich liegt das Stadtgebiet in einer Höhe von zirka 56,89 Meter (185 ft) über dem Meeresspiegel.
Klima
Klimatisch liegt Chehalis in der gemäßigten Zone, mit warmen, trockenen Sommern und relativ milden Wintern. Die durchschnittliche Jahreshöchsttemperatur liegt bei 16,9 °C (62,5 °F), die durchschnittliche Jahrestiefstemperatur bei 5,3 °C (41,5 °F).

## Sehenswürdigkeiten
Stadtgebiet

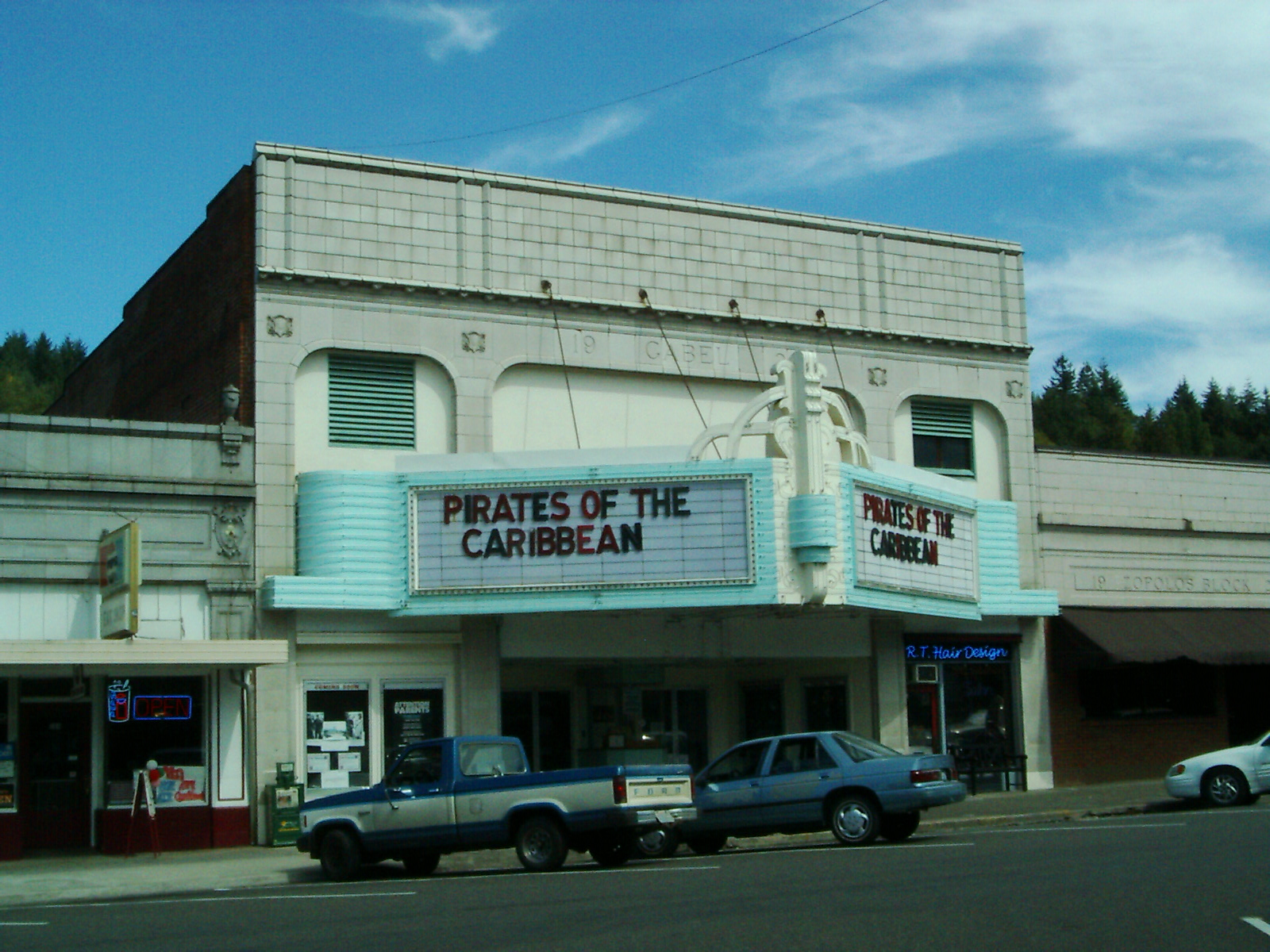
Kino am South Market Boulevard

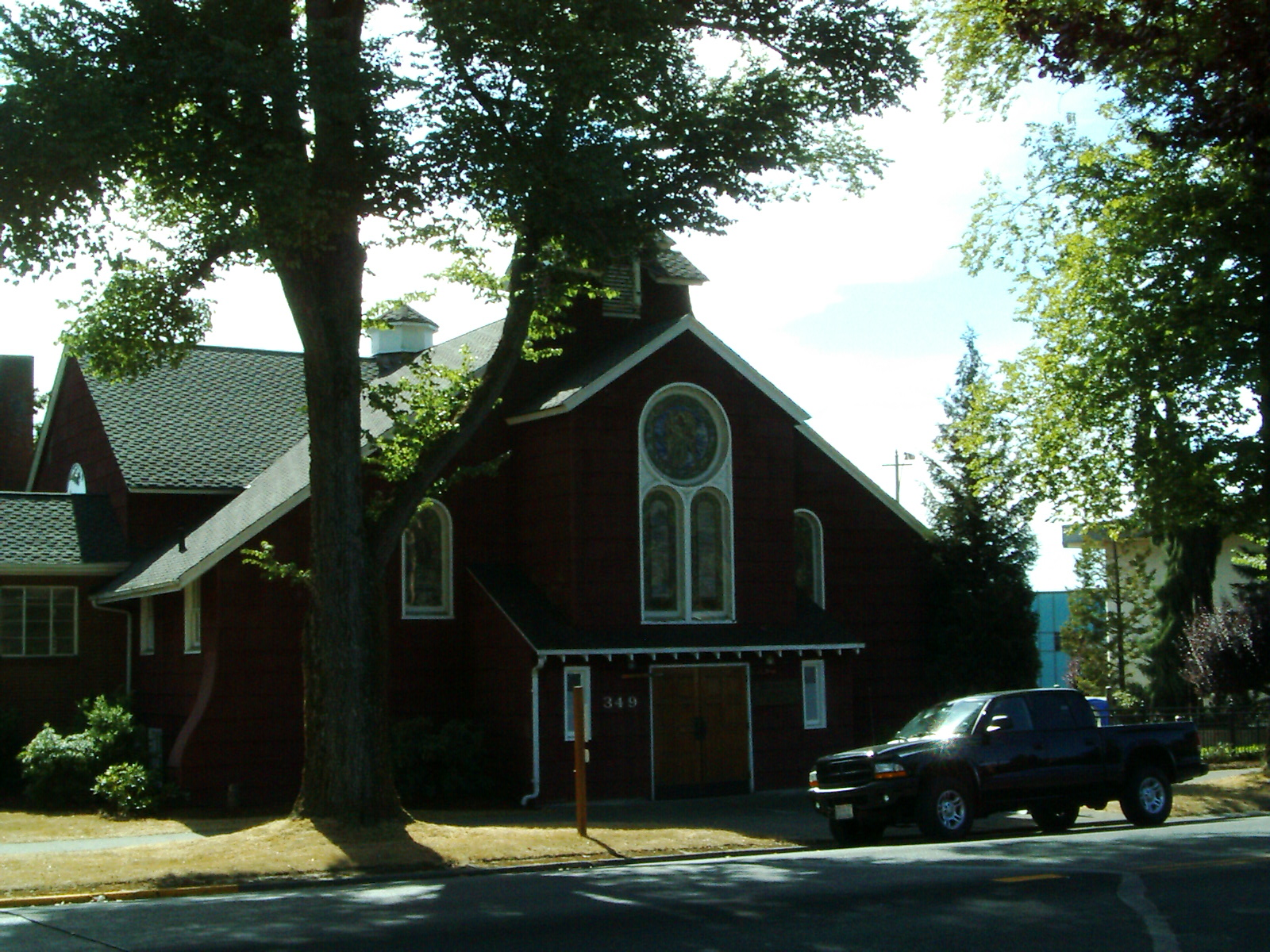
Kirche in der Innenstadt von Chehalis

Chehalis ist reich an historischen Objekten.
- Der Chehalis Downtown Historic District in der historischen Innenstadt Chehalis' besteht hauptsächlich aus Geschäftshäusern, die im Stil des 19. Jahrhunderts zwischen 1890 und 1927 errichtet wurden. Im Zentrum der Innenstadt verläuft der South Market Boulevard, eine traditionelle Einkaufsstraße mit den unterschiedlichsten Geschäften. Mit dem (ehemaligen) Hotel St. Helens Inn und dem Chehalis Northern Pacific Railway Depot besitzt die Innenstadt gleich zwei Gebäude, die in das National Register of Historic Places aufgenommen wurden.
- Pennsylvania Avenue-West Side Historic District
- Chehalis Hillside Historical District
- Das Chehalis Northern Pacific Railway ist ein 1912 errichtetes historisches Bahnhofsgebäude, das heute jedoch nicht mehr für den Personenverkehr genutzt wird. Seit 1978 beherbergt der Bahnhof von Chehalis historische Museum des Lewis Countys Historical Museum mit zahlreichen Ausstellungsstücken und einer umfangreichen Bibliothek zur Lokalgeschichte.

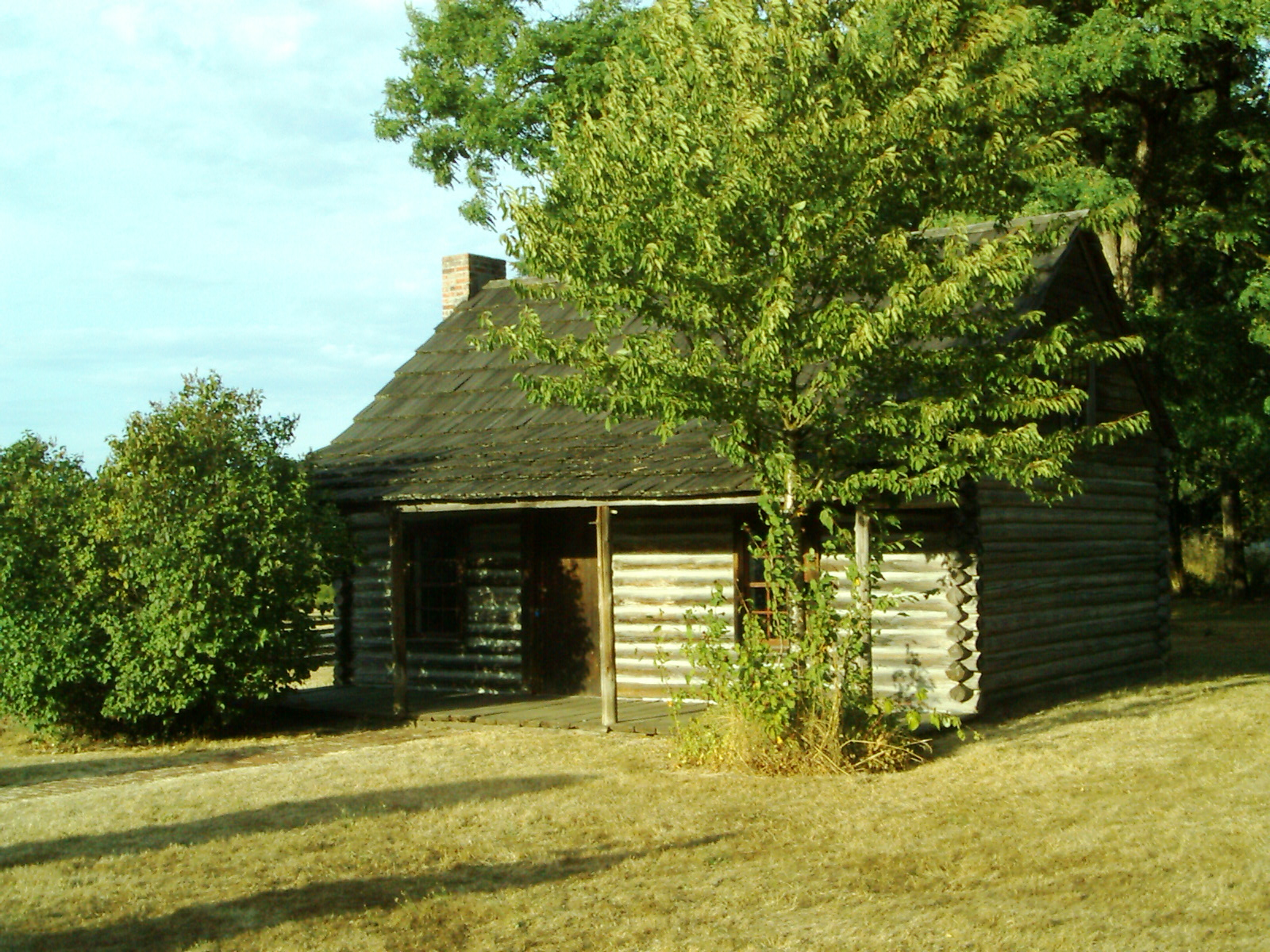
Jackson Court House in der Nähe von Chehalis

- Obadiah McFadden Log House
- Vintage Motorcycle Museum

Umgebung
- Claquato Church
- Jackson Court House
- Chehalis-Centralia Railroad
- Rainbow Falls State Park

## Politik
Kommunalverwaltung

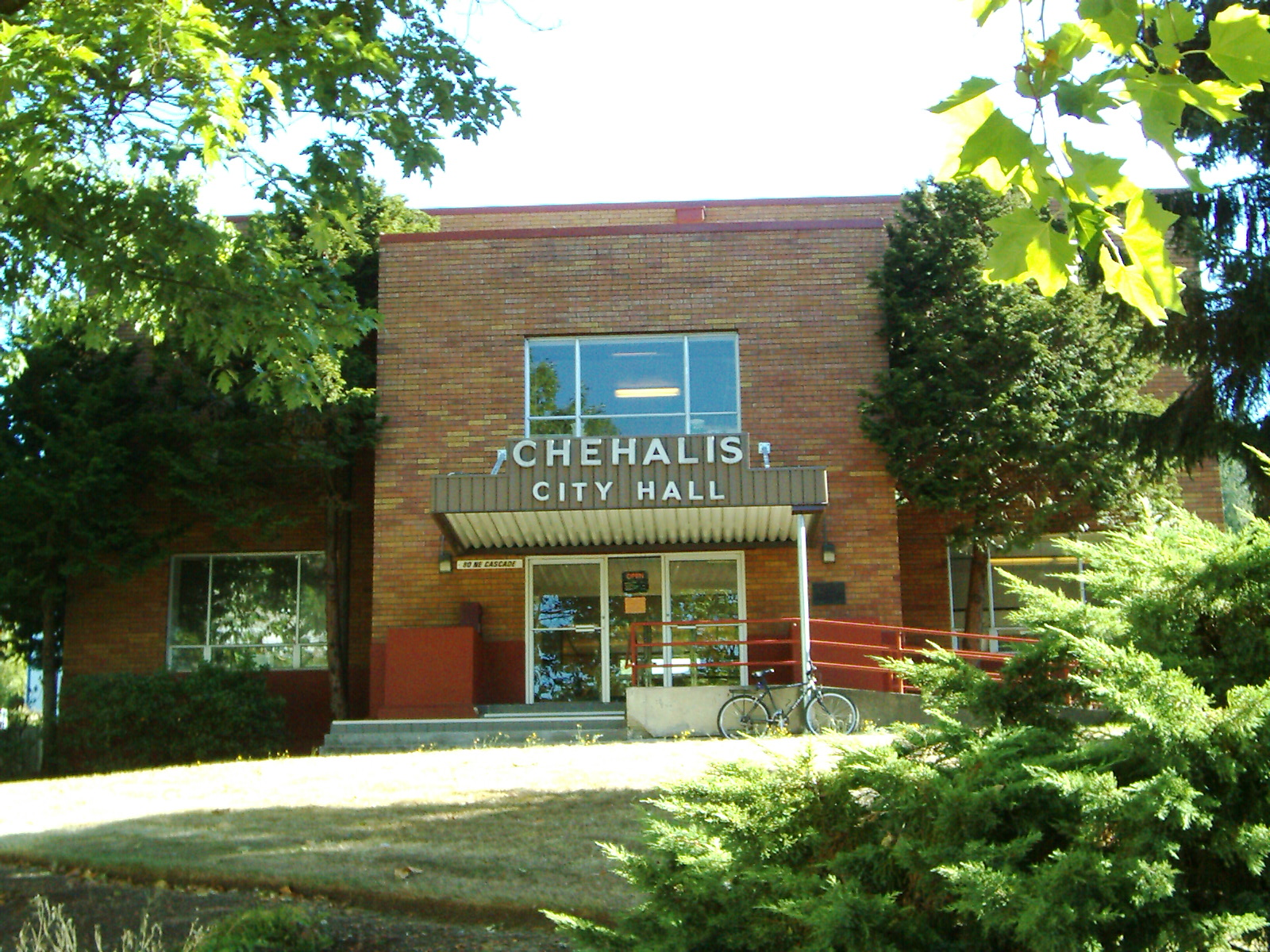
Rathaus der Stadt Chehalis

Die Kommunalverwaltung der Stadt Chehalis ist seit 1970 als Council-Manager-Government organisiert.
Der Stadtrat (Council) setzt sich aus sechs Ratsmitgliedern zusammen, die von den Bürgern der Stadt gewählt werden. Tagungsstätte des Stadtrates ist das Rathaus der Stadt Chehalis.
Der Bürgermeister (Mayor) ist der Vorsitzende des Stadtrates und wird von dessen Mitgliedern gewählt. Obwohl der Bürgermeister nicht direkt durch die Bürger gewählt wurde, ist er für diese dennoch Hauptansprechpartner in Belangen der Kommunalverwaltung. Der Bürgermeister ist unter den Ratsmitgliedern primus inter pares. Bürgermeister von Chehalis ist Anthony E. Ketchum.
Der Stadtrat bestellt einen Stadtdirektor (City Manager). Der Stadtdirektor steht der Kommunalverwaltung vor. Allein er zeichnet gegenüber dem Stadtrat für sämtliche Handlungen der Kommunalverwaltung verantwortlich. Der Stadtdirektor erhält stets einen befristeten Dienstvertrag, dessen Dauer sich nach der Legislaturperiode des Stadtrates richtet. In der Funktion des Stadtdirektors agiert Merlin MacReynold.
Städtepartnerschaft
Chehalis unterhält eine Städtepartnerschaft mit Inasa, Japan.

## Wirtschaft und Infrastruktur

### Verkehr
Straßenverkehr
Chehalis ist durch die 1969 fertiggestellte I-5 an das Interstate Highway System angeschlossen. Im Stadtgebiet von Chehalis ist die I-5 vier-streifig ausgebaut und verläuft westlich der Innenstadt in Nord-Süd-Richtung. Chehalis hat drei Auf- und Ausfahrten zur bzw. von der I-5. Dabei handelt es sich um (beschrieben von Nord nach Süd): Exit 79, Chamber of Commerce Way, Exit 77, Main Street und Exit 76, Parkland Drive. Der Abschnitt der I-5 im Stadtgebiet von Chehalis trägt auch die Bezeichnung „United States Highway 12“ (US 12). In westlicher Richtung verlässt die Washington State Route 6 das Stadtgebiet.
Busverkehr
Ein örtlicher Busverkehr besteht zwischen Chehalis und der nördlich angrenzenden Stadt Centralia, sowie einige Siedlungsgebieten in unmittelbarer Nachbarschaft beider Städte. Die Busse werden von „Twin Transit“ betrieben und verkehren werktags halbstündlich, am Wochenende nur stündlich
Flugverkehr
Im Nordwesten der Stadt Chehalis liegt der Regional- und Geschäftsflughafen Chehalis-Centralia (Chehalis-Centralia Airport).

### Bildung
Chehalis liegt im Schuldistrikt 302 des Lewis County. Im Oktober 2005 zählte der Schuldistrikt 2594 Schüler. In Chehalis gibt es sieben Schulen (vier Schultypen).
- William F. West High School (Oberschule)
- Chehalis Middle School (Mittelschule)
- R. E. Bennett Elementary School (Grundschule)
- Cascade Elementary School (Grundschule)
- Olympic Elementary School (Grundschule)
- Green Hill Academic School (besondere Schule)
- Lewis County Juvenile Detention Center (besondere Schule)

Alle Schulen der Stadt befinden sich im Gebiet südlich der Hauptstraße (Main Street) und des South Market Boulevard.

## Söhne und Töchter der Stadt
- Seton I. Miller (1902–1974), Drehbuchautor und Produzent
- Olive McKean (1915–2006), Schwimmerin
- Ralph Towner (* 1940), Jazz-Gitarrist